# Adolfo Padovan
Adolfo Padovan (Luino, 11 novembre 1869 – Milano, 13 luglio 1930) è stato uno scrittore italiano.

## Biografia
Originario del Varesotto, conclusi gli studi liceali si stabilì a Milano dove studiò astronomia, che poi abbandonò per dedicarsi alla scrittura di saggi letterari e filosofici.
Fu autore di diversi volumi come Le creature sovrane (1898), I figli della gloria (1900), Che cos'è il genio? (1901), L'uomo di genio come poeta (1904), Le origini del genio (1909), Il Trentanovelle (1922) e molti altri, per gran parte pubblicati da Hoepli, dove collaborò per oltre un ventennio.
Collaborò anche con alcuni periodici e riviste, come la Domenica del Corriere, e in ambito cinematografico con la Milano Films, dove diresse assieme a Francesco Bertolini e Giuseppe De Liguoro, il lungometraggio L'Inferno del 1911.